# Priapichthys puetzi
Priapichthys puetzi är en fiskart som beskrevs av Meyer och Etzel, 1996. Priapichthys puetzi ingår i släktet Priapichthys och familjen Poeciliidae. Inga underarter finns listade i Catalogue of Life.